# Спинелли, Митчелл
Митчелл Спинелли (англ. Mitchell Spinelli) — американский порнорежиссёр, сын Энтони Спинелли. Член Зала славы AVN.

## Карьера
Режиссировал фильмы таких сериалов, как White Panty Chronicles, All Natural и Taped College Confessions. В 1995 году получил премию AVN Awards в категории «лучший сценарий, видео» за The Face. В 2003 году основал кинокомпанию Acid Rain Productions, которая специализируется на гонзо-порнографии. Ранее владел компанией Plum Productions. Член Зала славы AVN.